# Manfred Schoof
Manfred Schoof es un trompetista, percusionista, pianista y compositor alemán, nacido en Magdeburgo el 6 de abril de 1936.

## Historial
Comienza sus estudios musicales en Kassel y Colonia, a la vez que forma parte de diversos grupos de jazz estudiantil, en los que coincidió con Alexander von Schlippenbach. Entre 1963 y 1965, trabaja con Gunter Hampel. Después, recupera a Schlippenbach y forma su propio quinteto de free jazz. Forma parte, a partir de 1966 de la Globe Unity Orchestra y, en 1968, de la Kenny Clarke-Francy Boland Big Band, donde permanece hasta 1972.
En ese mismo período, escribe un concierto para trompeta, que estrena con George Russell (1969), y compone varias obras para la Globe Unity Orchestra (1970). Toca también junto a Albert Mangelsdorff y Mal Waldron. Después de varios grupos, entre ellos uno especialmente formado para una gira por Asia, monta su propia banda, la Manfred Schoof Orchestra (1980).

## Estilo
Schoof se caracteriza como un permanente investigador, dando predominio a la búsqueda de colores y climas, antes que a una sonoridad bien definida. Improvisa con gran libertad, tanto desde el punto de vista rítmico como melódico.